# Taekwondo a 2000. évi nyári olimpiai játékokon
A 2000. évi nyári olimpiai játékokon az taekwondóban nyolc versenyszámban osztottak érmeket.

## Éremtáblázat
(A rendező ország csapata eltérő háttérszínnel, az egyes számoszlopok legmagasabb értéke vagy értékei vastagítással kiemelve.)
| A 2000. évi nyári olimpiai játékok éremtáblázata taekwondóban | A 2000. évi nyári olimpiai játékok éremtáblázata taekwondóban | A 2000. évi nyári olimpiai játékok éremtáblázata taekwondóban | A 2000. évi nyári olimpiai játékok éremtáblázata taekwondóban | A 2000. évi nyári olimpiai játékok éremtáblázata taekwondóban | Olimpia  |
| ------------------------------------------------------------- | ------------------------------------------------------------- | ------------------------------------------------------------- | ------------------------------------------------------------- | ------------------------------------------------------------- | -------- |
|                                                               | Ország                                                        | Arany                                                         | Ezüst                                                         | Bronz                                                         | Összesen |
| 1.                                                            | Dél-Korea (KOR)                                               | 4                                                             | 1                                                             | 0                                                             | 5        |
| 2.                                                            | Ausztrália (AUS)                                              | 1                                                             | 1                                                             | 0                                                             | 2        |
| 2.                                                            | Kuba (CUB)                                                    | 1                                                             | 1                                                             | 0                                                             | 2        |
| 4.                                                            | Egyesült Államok (USA)                                        | 1                                                             | 0                                                             | 0                                                             | 1        |
| 4.                                                            | Görögország (GRE)                                             | 1                                                             | 0                                                             | 0                                                             | 1        |
|                                                               |                                                               |                                                               |                                                               |                                                               |          |
| 6.                                                            | Oroszország (RUS)                                             | 0                                                             | 1                                                             | 0                                                             | 1        |
| 6.                                                            | Vietnám (VIE)                                                 | 0                                                             | 1                                                             | 0                                                             | 1        |
| 6.                                                            | Norvégia (NOR)                                                | 0                                                             | 1                                                             | 0                                                             | 1        |
| 6.                                                            | Spanyolország (ESP)                                           | 0                                                             | 1                                                             | 0                                                             | 1        |
| 6.                                                            | Németország (GER)                                             | 0                                                             | 1                                                             | 0                                                             | 1        |
|                                                               |                                                               |                                                               |                                                               |                                                               |          |
| 11.                                                           | Tajvan (TPE)                                                  | 0                                                             | 0                                                             | 2                                                             | 2        |
| 12.                                                           | Japán (JPN)                                                   | 0                                                             | 0                                                             | 1                                                             | 1        |
| 12.                                                           | Kanada (CAN)                                                  | 0                                                             | 0                                                             | 1                                                             | 1        |
| 12.                                                           | Törökország (TUR)                                             | 0                                                             | 0                                                             | 1                                                             | 1        |
| 12.                                                           | Franciaország (FRA)                                           | 0                                                             | 0                                                             | 1                                                             | 1        |
| 12.                                                           | Irán (IRI)                                                    | 0                                                             | 0                                                             | 1                                                             | 1        |
| 12.                                                           | Mexikó (MEX)                                                  | 0                                                             | 0                                                             | 1                                                             | 1        |
|                                                               |                                                               |                                                               |                                                               |                                                               |          |
| Összesen                                                      | Összesen                                                      | 8                                                             | 8                                                             | 8                                                             | 24       |

## Érmesek

### Férfi
| A 2000. évi nyári olimpiai játékok férfi érmesei taekwondóban |                                       |                                        |                                       |
| Versenyszám                                                   | Arany                                 | Ezüst                                  | Bronz                                 |
| Légsúly-58 kg                                                 | Mihaíl Murúcosz · Görögország (GRE)   | Gabriel Esparza · Spanyolország (ESP)  | Huang Csi-hsziung · Tajvan (TPE)      |
| Könnyűsúly-68 kg                                              | Steven López · Egyesült Államok (USA) | Szin Dzsunszik · Dél-Korea (KOR)       | Hádi Szái · Irán (IRI)                |
| Középsúly-80 kg                                               | Ángel Valodia Fuentes · Kuba (CUB)    | Faissal Ebnoutalib · Németország (GER) | Víctor Estrada Garibay · Mexikó (MEX) |
| Nehézsúly-+ 80 kg                                             | Kim Gjonghun · Dél-Korea (KOR)        | Daniel Trenton · Ausztrália (AUS)      | Pascal Gentil · Franciaország (FRA)   |

### Női
| A 2000. évi nyári olimpiai játékok női érmesei taekwondóban |                                      |                                     |                                         |
| Versenyszám                                                 | Arany                                | Ezüst                               | Bronz                                   |
| Légsúly-49 kg                                               | Lauren Burns · Ausztrália (AUS)      | Urbia Melendez · Kuba (CUB)         | Cse Du-csü · Tajvan (TPE)               |
| Könnyűsúly-57 kg                                            | Csong Dzseun · Dél-Korea (KOR)       | Trần Hiếu Ngân · Vietnám (VIE)      | Hamide Bıkçın Tosun · Törökország (TUR) |
| Középsúly-67 kg                                             | I Szonhi · Dél-Korea (KOR)           | Trude Gundersen · Norvégia (NOR)    | Okamoto Joriko · Japán (JPN)            |
| Nehézsúly-+ 67 kg                                           | Csen Csung (Chen Zhong) · Kína (CHN) | Natalja Ivanova · Oroszország (RUS) | Dominique Bosshart · Kanada (CAN)       |

## Magyar részvétel
- Salim József légsúlyban 5. helyezést ért el.